# Мёльвадгор, Маркус
Маркус Мёльвадгор (дат. Marcus Mølvadgaard; род. 3 августа 1999, Раннерс, Орхус) — датский футболист, нападающего итальянского клуба «Локри».

## Клубная карьера
Мёльвадгор является воспитанником «Раннерса», до него тренировался в клубе «Ланго», являющимся частью клубной системы «Раннерса». С 2016 года привлекается к тренировкам с основной командой. 5 августа 2016 года дебютировал в датском чемпионате поединком против «Хорсенса», выйдя на замену на 82-й минуте вместо Виктора Лундберга.
На свой 15-й день рождения подписал контракт с клубом до лета 2017 года.

## Карьера в сборной
Играл за сборную Дании до 16 лет, провёл две встречи.

## Стиль игры
Атлетически сильный нападающий, с хорошей скоростью и владением мячом.